# Tayutama: Kiss on my Deity
Tayutama: Kiss on my Deity (タユタマ -Kiss on my Deity-?) es una novela visual japonesa desarrollada por Lump of Sugar. Fue lanzada por primera vez como un videojuego para adultos en PCs con Windows, el 11 de julio de 2008 en las ediciones regulares y limitadas, y más tarde fue seguida por una versión para Xbox 360. Tayutama es terrón de azúcar del tercer título después de sus títulos anteriores Nursery Rhyme e ITSUKA, Todoku, Ano Sora NI. La historia se centra en el protagonista masculino Yuri Mito, un estudiante de secundaria que es el hijo de una familia que preside el santuario local Shinto. En cuanto Yuri realiza un ritual para transferir una reliquia que aloja una raza ficticia, sobrenatural llamada Tayutai, él y sus amigos convocan accidentalmente una diosa, que se encarna como una niña.
El modo de juego en Tayutama consiste principalmente en la lectura de un texto basado en una ramificación de la trama con múltiples finales, y ofrece escenarios y cursos de interacción predeterminados basados en las decisiones del jugador. El juego recibió dos premios de los Premios Bishōjo Game 2008 por sus efectos visuales. Recibió un disco titulado Tayutama: Días Felices en mayo de 2009, e hizo varias transiciones a otros medios. Recibió una adaptación del manga ilustrada por el artista Yukiwo, quien cocreó una historia original para la adaptación. Una serie de anime de doce episodios producida por el estudio de animación Silver Link fue transmitida en Japón entre abril y junio de 2009. También se lanzó una serie de antología de manga dibujada por múltiples artistas, un programa de radio por Internet utilizado para promover la adaptación al anime, y varios álbumes de música.

## Argumento
La historia gira en torno a Yuri Mito, cuya familia gestiona el santuario local Shinto. Un día, durante las vacaciones de primavera, Yuri y sus amigos Ameri Kawai y Sankurou Kaname encontraron en los bosques de la escuela una misteriosa reliquia que se utilizó en el pasado para sellar el Tayutai, una antigua raza mitológica. Yuri descubre que el consejo escolar ha determinado que la reliquia es insignificante para la preservación, y que será demolido para que la escuela se expanda. Después de llegar a la conclusión de que la destrucción de la reliquia puede tener consecuencias adversas, el trío intenta reubicar a los espíritus de la reliquia. Como Yuri realiza el ritual, él convoca Kikuramikami no Hime, una diosa Tayutai que le explica la relación entre los humanos y los beligerantes Tayutai; Kikuramikami entonces se encarna como una joven chica, Mashiro (nombrada por Yuri), con la esperanza de mantener una relación mutua con los seres humanos. Poco después, la reliquia es destruida en un accidente, liberando todos los espíritus Tayutai que se encontraban en aquella reliquia. Entre ellos se encuentran Nue, Houou y Ouryu, tres influyentes Tayutai que subestiman a los seres humanos y se denominan colectivamente como los "tres mas poderosos" (三強 Sankyō?). Tras el incidente, Yuri lleva a Mashiro al Santuario Yachimata para que viva con su familia, y más tarde encuentra a Mashiro ya adolescente, quien se proclama a sí misma como la esposa de Yuri.

## Videojuego
Tayutama es una novela visual de romance en el que el jugador asume el papel de Yuri Mito. Su modo de juego consiste principalmente en la lectura y progresar a través de la narración de la historia y el diálogo. El texto del juego está acompañado de caracteres, que representan que Yuri está hablando, y aparecen en la parte superior de las ilustraciones de fondo. A lo largo del juego, el jugador se encuentra con obras de CG en ciertos momentos de la historia, que toman el lugar del fondo artístico habitual y de los caracteres. Cuando el juego se completa al menos una vez, una galería de los CG vistos y la música de fondo reproducida estará disponible en la pantalla del título del juego. Tayutama sigue una línea argumental de ramificación con secuencias no lineales y múltiples finales, en los que la dirección de la trama está afectada por las decisiones del jugador.
A lo largo del juego, el jugador tiene varias opciones para elegir, y la progresión de texto se detiene en estos puntos hasta que se tome una decisión. Estas decisiones determinan el orden en que se producirán los eventos de la historia, y el progreso hacia la trama final de una heroína específica. Hay cuatro principales líneas de la trama en la versión original de Windows que el jugador tendrá la oportunidad de experimentar, una para cada una de las heroínas de la historia. Esta se elevará a cinco líneas de la trama en la versión de Xbox 360 con el escenario ampliado para Nue. Para ver todas las líneas de la trama en su totalidad, el jugador tendrá que jugar de nuevo el juego varias veces y tomar decisiones diferentes para avanzar la trama en direcciones alternas.

### Configuración y temas
La parte principal de Tayutama tiene lugar en un pueblo llamado Ashihara-chō (葦原町?), que alberga varios puntos de referencia tales como la Sosei Academy (創聖学院 Sōsei Gakuin?), donde los asisten protagonistas, y el Yachimata Shrine (八衢神社 Yachimata Jinja?), un santuario sintoísta local, gestionado por la familia de Yuri. La Academia Sosei se compone de dos departamentos: un notorio departamento de niñas llamado Flawless (フローレス Furōresu?), que se deriva de sus raíces en la Academia de Niñas Sosei; y un departamento de educación mixta incorporado recientemente nombrado ligeramente Slightly (スライトリー Suraitorii?). Los terrenos del campus están separados en dos partes que albergan los dos departamentos separados. Los estudiantes que asisten al departamento de Flawless viven en un dormitorio al otro lado del edificio de la escuela, que está separado ligeramente ya que se está construyendo y de un patio de la escuela por un pequeño bosque.
Los fenómenos sobrenaturales son un tema recurrente en Tayutama. La ficticia, raza mitológica Tayutai (太転依?) es adorada por el Santuario Yachimata, y sus miembros son capaces de cambiar en varias formas, incluyendo los seres humanos. Varios personajes también poseen habilidades sobrenaturales, como Yuri que sobresale en los estudios y prácticas sintoístas, y Mashiro, que es una Tayutai. Yumina y Ameri reciben alas como resultado de ganar el favor y aliarse respectivamente con Houou y Ouryu, dos Tayutai. Mifuyu se hizo amiga de Nue, otro Tayutai, y es físicamente lo suficientemente poderosa como para contratar a un Tayutai en una batalla.

## Personajes

### Principales
Yuri Mito (泉戸 裕理 Mito Yūri?)
 Seiyū: Satoshi Hino
El jugador asume su papel, ya que es el protagonista de Tayutama. Yuri viene de una familia que preside el Santuario Yachimata, y tiene un amplio conocimiento en las prácticas sintoístas. Él tiene un interés en el mantenimiento de los vehículos, y también aspira a ser un mecánico de automóviles o diseñador.
Mashiro Mito (泉戸 ましろ Mito Mashiro?)
 Seiyū: Noriko Rikimaru
Ella es la heroína principal de Tayutama, es una chica Tayutai con una alta comprensión de los poderes espirituales. Ella es la encarnación de la diosa Kikuramikami no Hime (綺久羅美守毘売?  Seiyu Haruka Nagami), y desea una armonía mutua entre los seres humanos y Tayutai. Ella se enamora de Yuri poco después de ser dejada a su cuidado, en la medida en que ella dice ser su esposa.
Varios personajes también se involucran en el intento de Yuri y de Mashiro de crear un mundo donde los seres humanos y los Tayutai pueden coexistir juntos.
Ameri Kawai (河合 アメリ Kawai Ameri?)
 Seiyū: Asami Shimoda
Es otra heroína, es enérgica y la amiga extrovertida de la infancia de Yuri. Con frecuencia lleva alrededor caramelos, que a menudo comparte con otros, y tiene un "flechazo" hacia Yuri, pero es incapaz de llevar más sus sentimientos.
Yumina Takanashi (小鳥遊 ゆみな Takanashi Yumina?)
 Seiyū: Kaori Mizuhashi
También es una heroína; es la hermanastra de Yuri quien vivió con su familia hasta la muerte de su madre. Ella es a menudo tímida y callada frente a los demás, y se interesa por actividades como el dibujo y la cocina. Yumina es transferida a Flawless en los principios la historia en la historia, y a menudo de forma voluntaria se encarga de las tareas de la casa para la familia de Yuri.
Mifuyu Kisaragi (如月 美冬 Kisaragi Mifuyu?)
 Seiyū: Shizuka Itō
Es la última de las heroínas de Tayutama, es una estudiante de honor en Flawless. Ella es tranquila e inteligente, y tiende a actuar como una figura de hermana mayor sin defectos hacia otros estudiantes. Ella es experta en diversas artes marciales, y es especialmente buena en kenjutsu.

## Desarrollo y lanzamiento
Tayutama es el tercer título desarrollado por Lump of Sugar. El escenario de la novela visual fue escrito por Chihiro Fumikata. Los diseños de los personajes e ilustraciones para la novela visual fueron dibujados por Fumitake Moekibara; Moekibara también sirvió a la misma posición durante los títulos anteriores de Lump of Sugar. La música del juego fue compuesta en su totalidad por Shigenobu Ōkawa, quien también era uno de los dos compositores para Itsuka, Todoku, Ano Sora ni.
Tayutama primero fue lanzado para Windows el 11 de julio de 2008 en dos ediciones: regular y limitada. La edición limitada contiene el juego en sí, una colección de CD vocal, un libro de fanes oficial, retratos de los personajes, y una correa para teléfono celular; la edición regular no contenía los extras antes mencionados. Un fan-disc de Tayutama, titulado Tayutama: Días Felices, fue lanzado el 29 de mayo de 2009 en dos ediciones: regular y limitada. La edición limitada de Días Felices contenía el juego en sí y un libro visual con breves resúmenes de los personajes del juego, ilustraciones, materiales de concepción, y una entrevista con el equipo de desarrollo del juego (5pb.). Fue lanzada una versión de Xbox 360 del juego original, el 5 de noviembre de 2009. La versión de Xbox 360 contiene gráficos remasterizados, música adicional, y escenarios adicionales para Nue, un personaje femenino de apoyo que se promueve a heroína. También fue lanzado en las ediciones: regular y limitada; la edición limitada contiene el juego en sí, una correa para teléfono celular, y una adaptación del drama CD.

## Adaptaciones

### Medios impresos
Una adaptación del manga basado en Tayutama fue serializada entre enero y julio de 2009 ediciones de la revista de manga Comp Ace. La serie manga fue dibujada por el ilustrador Yukiwo y escrito por Yuya, y cuenta con una historia original en la que Yuri se convierte en una chica. En los diferentes capítulos que más tarde fueron compilados en un único volumen encuadernado publicado por Kadokawa Shoten el 26 de junio de 2009. Enterbrain publicó una serie de cuatro paneles de antologías historietas, titulado Magi-Cu 4-koma Tayutama: Beso en mi deidad. La serie de la antología se extendió por cuatro volúmenes, y fue lanzado bajo el sello Magi-Cu Comics de Enterbrain entre el 25 de abril y el 26 de octubre de 2009. El contenido de las antologías fueron dibujadas por numerosos artistas, ilustradores y dieciocho ilustradores diferentes contribuyeron en el primer volumen.
Un libro de arte titulado Tayutama: Beso en mi deidad (libro oficial) fue puesto en libertad con la liberación de la edición limitada del videojuego el 11 de julio de 2008. El libro incluye contenidos como bocetos de los personajes y los comentarios del personal. A 112 páginas del fan-book visual para el fan-disc, Tayutama: Días Felices, fue lanzado por primera vez junto con el lanzamiento de la edición limitada del videojuego el 29 de mayo de 2009; También fue lanzado por separado el 22 de enero de 2010. El libro contiene contenido como ilustraciones y obras de arte gráficas del ordenador del videojuego, materiales de desarrollo, y entrevistas con el personal.

### Anime
Una adaptación al anime Tayutama fue anunciada por primera vez en la revista de Enterbrain Tech Gian el 20 de diciembre de 2008. La serie anime fue producida por Silver Link, dirigida por Keitaro Motonaga y escrita por Makoto Ueda. El anime fue exhibido por primera vez como un video en el Anime Festival de Primavera de Media Factory en el KFC Salón Ryōgoku en Tokio, el 29 de marzo de 2009. La exposición contó con una muestra pública del primer episodio del anime junto con Phantom: Requiem for the Phantom y ' los respectivos episodios de Queen's Blade, y también hablan de espectáculos con actores de doblaje de las tres series. El anime fue emitido en Japón entre el 5 de abril y 21 de junio de 2009 en la red de difusión de televisión de Chiba, y más tarde fue transmitido por otras emisoras independientes y la red de AT-X. La serie fue lanzada en Japón en seis discos Blu-ray independientes y volúmenes de DVD del 25 de junio al 25 de noviembre de 2009; cada volumen también contiene un extra de animación titulado Tayutayu: Pure my Heart (たゆたゆ -Pure my heart-?). Sentai Filmworks licenció el anime para su distribución por Section23 Films en América del Norte, y la serie fue lanzada como un volumen de dos DVDs el 16 de marzo de 2010.
Un programa de radio por Internet titulado Tayutama Radio: Hirusagari no Yometachi (タユタマらじお -昼下がりの嫁たち-?) fue organizada por Noriko Rikimaru y Asami Shimoda, que interpretaron a Mashiro y Ameri, respectivamente, en el anime. El programa de radio fue transmitido por primera vez en la red de radio por Internet japonés Onsen el 9 de marzo de 2009 y continuó haciéndolo cada lunes hasta su décimo episodio el 13 de julio de 2009.

## Música
La versión para Windows de Tayutama tiene cuatro principales temas musicales: "Konna Haru no Sora o" (こんな春の空を?), el primer tema de apertura, y "Niji o Mitsuketa Yō na Iro de" (虹を見つけたような色で?), el tema de cierre, se cantaban por Haruka Shimotsuki; "Shunkan Spline" (瞬間スプライン "Shunkan Supurain"?, "Instantaneous Spline"), el segundo tema de apertura, y "Cherry", una canción de inserción, se cantaban por Kicco. La versión de Xbox 360 contó con tres temas musicales: "Ōka Shunkō" (桜花春煌?), el primer tema de apertura, y "Eien o Hajimeyou" (永遠を始めよう?  "Let's Begin Eternity"), el tema de cierre, se han realizado por tanto Kicco; "Doko made mo Tomo ni" (どこまでも共に?  "Together Anywhere"), el segundo tema de apertura, fue realizado por Shimotsuki. También hay cuatro canciones de inserción adicionales, uno para cada heroína y fue cantado por sus respectivos actrices de voz. La canción de inserción para Mashiro es "votos matrimoniales"; la canción de inserción para Ameri es "Going My Way" (ごーいんぐまいうぇい Gōingu Mai Uei?); la canción de inserción para Yumina es "Flor Doll"; y, por último, la canción de inserción para Mifuyu es "Rainy Pain".
La primera versión de la música fue un sencillo maxi titulado "Shunkan Spline". El sencillo contiene la canción titular y "Cherry", y fue lanzado el 27 de junio de 2008. La banda sonora original del juego fue lanzada el 9 de julio de 2008. De las 31 pistas recogidas en el álbum, dos son los temas musicales "Konna Haru no Sora o" y "Niji o Mitsuketa Yō na Iro de". Otro sencillo maxi, titulado "cada día inolvidable", fue lanzado el 22 de abril de 2009. El sencillo contiene el tema de apertura del anime, "cada día inolvidable", y el tema de apertura para Tayutama: Días Felices "Jōnetsu no Uoburu" (情熱のウォブル?  "Passionate Wobble"), ambas cantadas por Kicco. Un sencillo maxi por Ui Miyazaki, titulado "Kizuna no Uta" (キズナノ唄?  "Song of Bonds"), fue lanzado el 27 de mayo de 2009 con el tema de cierre titular para el anime. Una imagen del álbum musical, titulada Tayutama: Kiss on my Deity Chara-son + (「タユタマ-Kiss on my Deity-」キャラソン+ Tayutama: Kiss on my Deity Kyarason+?), fue lanzada el 24 de julio de 2009 y contiene el segundo tema de apertura de la versión de Windows y los temas de inserción. Por último, un álbum titulado Xbox 360 Tayutama: Kiss on my Deity Theme Songs (Xbox360ソフト「タユタマ-Kiss on my Deity-」主題歌集 Xbox 360 Sofuto "Tayutama: Kiss on my Deity" Shudaika-shū?) fue lanzado el 25 de noviembre de 2009.

## Recepción y legado
De acuerdo con un ranking de ventas realizado por PCPress, Tayutama: Beso en mi deidad era el segundo juego más vendido bishōjo en julio de 2008, solo quedando atrás de Little Busters! Ecstasy de Key's. También fue el segundo juego más vendido en Getchu.com para julio de 2008, y fue el sexto juego más vendido del año en el sitio web. El juego también fue el vigésimo séptimo más vendido en el sitio web para el mes de abril de 2009. El juego recibió dos premios en el panel de Bishōjo Game Awards en 2008, un premio de plata para gráficos, que viene detrás de Akabeisoft2's G Senjō no Maō, y un premio de oro para el diseño de los personajes. Tadamoto Osawa, el redactor jefe de la revista japonesa bishōjo BugBug, elogió a Moekibara por el diseño de atractivo en sus heroínas, y citó a Mashiro como un carácter adecuado para el premio.
La adaptación al anime recibió críticas mixtas. Chris Beveridge de Mania.com elogió la estética de la serie. Él afirmó que "tiene una sólida presentación con su estilo de animación y diseño de personajes," y, en particular, se encuentra el traje y el establecimiento de atractivos diseños. Sin embargo, criticó la forma en la historia "tiene un montón de lo familiar ... que le impide mantenerse de bien parado por su propia cuenta," y describió la serie como "no está mal, es solo otro espectáculo que hemos visto antes." Stig Høgset de THEM Anime también revisa y toma nota de que los personajes son "generalmente agradables a la vista." Describió la historia de la adaptación como "bastante sencilla y muy difícil de seguir", pero criticó como "básicamente está escrito con un total desprecio por la lógica y el sentido común." Høgset concluyó comparando la adaptación al anime de Tayutama con el Libro de Amigos de Natsume, afirmando que aunque el primero esta "honestamente tratando de contar una historia decente sobre la posible amistad entre dos razas diferentes ... [este último] hace de esto un infierno mucho mejor."
Varios personajes de Tayutama también aparecen en los videojuegos creados por otros desarrolladores. Ameri, Mashiro, y Mifuyu fueron presentados como personajes jugables en el videojuego de lucha Reina Centella. El juego fue lanzado el 26 de agosto de 2010 para Wii, y también contó con personajes de G Senjō no Maō, Shukufuku no Campanella de Windmill, y Shin Koihime Musōo de Nexton. Ameri y Mashiro también fueron presentados como personajes en Characolle! de Illusion en una serie de programas de animación en 3D. La cuarta entrada del programa, Characolle! de Lump of Sugar, fue puesto en libertad el 1 de julio de 2011, e incluyó los modelos de personajes y paisajes activos basados en lugares de Tayutama como parte del paquete.